# فن معاصر

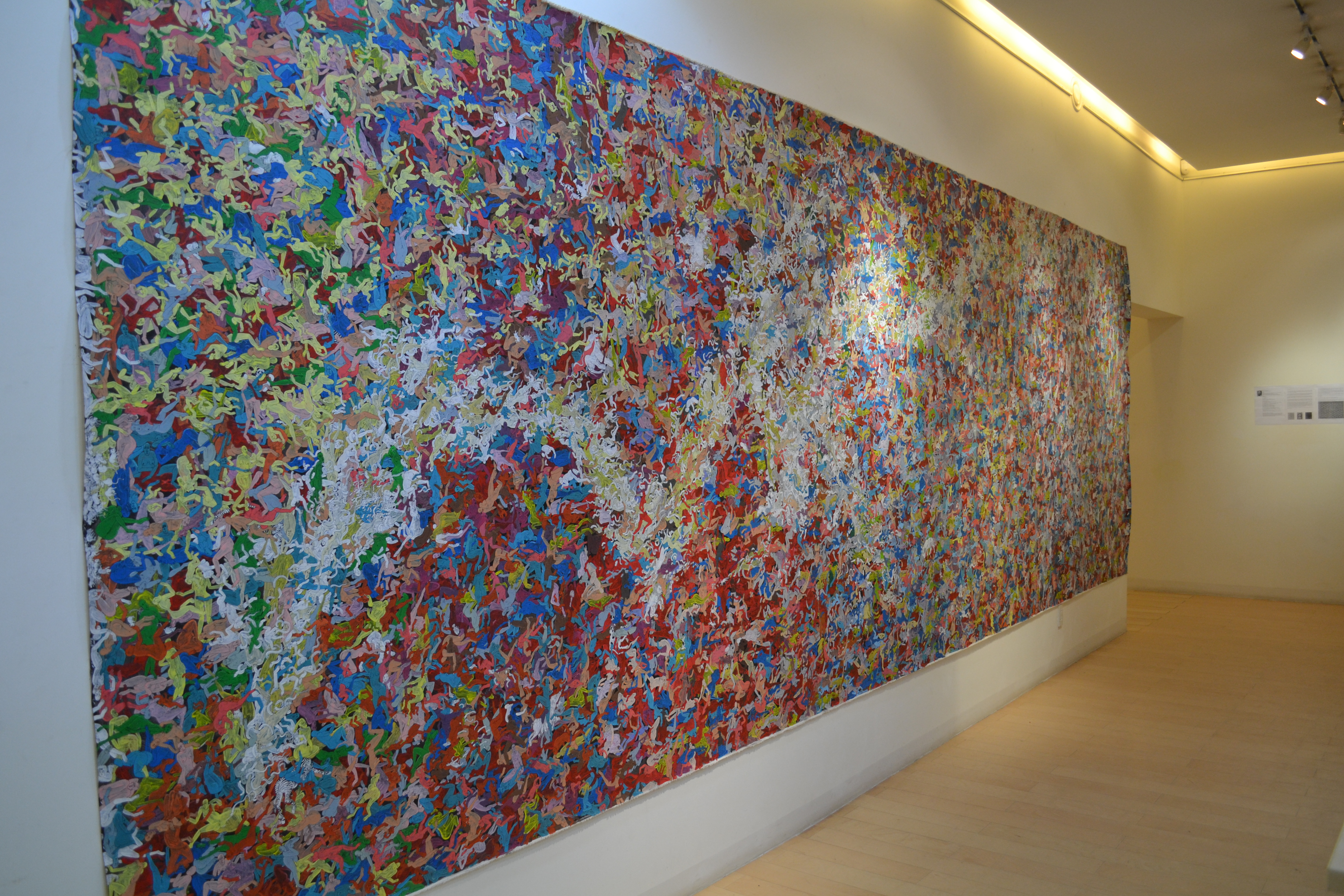
الناس، أوتجونبايار إرشو، متحف الفن الحديث (أولان باتور)

## تصنيف المراحل التاريخيّة في الفن
سنعتمد هنا التصنيف المتعارف عليه للاتجاهات الفنيّة في الفنون السبعة عامة والتشكيليّة منها خاصة، وذلك في القرنين التاسع عشر والعشرين والذي يوزعها على مرحلتين تاريخيتين هما:
- 1- الفن الحديث: ويضم اتجاهات ما بعد عام (1863) وحتّى الستينات من القرن العشرين.
- 2- الفن المعاصر (ما بعد الحداثة): يضم اتجاهات ما بعد الستينات وحتّى نهاية القرن العشرين وبدايات القرن الحادي والعشرين.

## مقدمة تاريخيّة
في القرنين التاسع عشر والعشرين حقق الغرب العديد من الإنجازات العلميّة، كاكتشاف أشعّة أكس والبنسلين، والخوض في أعماق اللاشعور، واختراع التصوير الضوئي والسينما والهاتف والراديو والتلفاز والحاسب، والكهرباء والصواريخ والسيّارة والقطار البخاري وما تلاه من وسائل نقل، كما أثّرت في هذين القرنين الثورة الصناعية والآلة على مختلف الاتجاهات الأدبيّة والإبداعيّة، وكذلك كان للحروب والأزمات الدور الأكبر في التأثير، فجاءت الحرب العالمية الأولى، ومن ثم تبعتها الثانية التي لم تنتهِ إلا باستخدام القنابل النوويّة لتهزّ أفكار ومشاعر ومعتقدات الإنسان … إن التطوّر السريع والمتقلّب الذي ضرب العالم في هذين القرنين كان لا بدّ له من أن يؤثّر على مجال الفنون، ليولّد اتجاهات وتيّارات كان وسيكون لها تأثيراً كبيراً على تاريخ الفن، وقد برزت هذه التيّارات بوضوح وتنوّع شديدين في القرن العشرين.

## ما بعد الحداثة Postmodern أو الفن المعاصر Art contemporain
وهي مجموعة اتجاهات وتيارات فنية ظهرت في الغرب منذ ما بعد الستينات من القرن العشرين، وتمتد حتّى الوقت الحالي.
ومصطلح ما بعد الحداثة يشمل كل المدارس والتيارات التالية لما هو حديث خاصة في الفنون وبالذات في العمارة، وينطبق هذا اللفظ على حركة تناهض ما يعرف «بالحديث»، ويتداول مصطلح الفن المعاصر في مجال الفنون التشكيليّة كمقابل أو مرادف لمصطلح ما بعد الحداثة (عمارة) المتخصص في مجال العمارة.
ولتوضيح معنى مصطلح ما بعد الحداثة Post- modern سنقدّم عدّة مقتطفات وآراء وتعاريف وردت في كتاب «مارجريت روز /Margaret A.Rose»: ومن الأفكار السائدة على ما بعد الحداثة أنها حركة تتقبّل مفهوم «كل شيء مقبول»، (التي ترجع للناقد الفرنسي «ليوتار/Lyotard»)... وعلى جانب آخر نجد ناقد آخر من نقاد ما بعد الحداثة وهو ايهاب حسن يسبق هيبدايج وليوتار في الكتابة ويرى أن زمن ما بعد الحديث هو زمن «استحالة التحديد»... وسوف نرى لاحقاً أن هيبدايج يصف ما بعد الحداثة بأنها التجميع (أو الاقتطاف) bricolage، والمعارضة (محاكاة الأشكال السالفة ومزجها) Pastiche، والمجاز أو الرمز allegory والفراغ المفرط hyperspace في العمارة الجديدة...
لقد ظهرت اتجاهات وتيارات فنية تشكيليّة مختلفة في فترة ما بعد الستينات في الفن المعاصر (ما بعد الحداثة) منها:
فن المفاهيم المطلقة: art conceptuel، ما بعد المفاهيم المطلقة: post conceptualisme، الاختصاريّة (الحد الأدنى): minimalisme، الدادائيّة المحدثة: Neo Dadaisme، الفن الفقير أو المتقشّف (المتصحّر): L art Povera، العرض أو فن الأداء: Performance والحدثيّة: Happening، فن المُحيط أو البيئة: Environnement، الأعمال المركّبة أو الإنشاءات (التنصيبيّة): Installation، فن الجسد: Body Art، الفن الشعبي أو الجماهيري: Pop Art، فن الفيديو L’art Vidéo...
هكذا فقد كانت بعض اتجاهات ما بعد الحداثة تميل إلى جمع الفنون، سواء الفنون السبعة أو عدد منها، وذلك للخروج من حيّز اللوحة، ويقول «د. أسعد عرابي» مستغرباً: [ ابتدأ مع «عصر النهضة» تقسيم مالا يقبل القسمة من الفنون، وازدادت هذه الفروق تخصصا مع العصور الكلاسيكية المحدثة والأكاديمية والنمطية والباروك، في أوروبا، حتى أصبحنا نسمع بمصور مائي وآخر زيتي أو مصمم ميداليات ومفروشات أو سجاجيد وديكورات، (…)(ويؤكّد في نفس المقال)
لقد آن الأوان أن نقبل ببعث وحدة الفنون في تيارات ما بعد الحداثة، ومن الخطيئة قياس هذه التيارات بمقياس لوحة القرن الماضي. (…)
أما توليف الفنون بعد سنوات السبعين (ما بعد الحداثة) فيعتمد لأول مرة على التخلي كلية عن مركزية التصوير وإقامة «ديموقراطية» كاملة بين أصناف التعبير والحواس والتفاعل الكامل بين لغة الصوت والصورة، الشكل والحرف والعبارة والمشهد والجمهور والتعاضد بين المختبرين الصناعي والنقدي.]
كما يظهر هذا الجمع للفنون كإحدى ميزات تيارات ما بعد الحداثة، بصفتها بحوث فنيّة تجريبية، حيث كتب "د. عبد الله السيّد": [ كما يبدو جلياً أيضاً، أن الربع الأخير من القرن العشرين، كان منخرطاً في بحوث فنية تجريبية، وفق محاور كانت تتقاطع وتتراكب...(…) (ويؤكّد الباحث د.السيد بأن أحد ما يميّز هذه البحوث هو الكليّة)… ينحو الفن التجريبي إلى فن العيد الجماعي، حيث يصبح المكان مشغولاً بواسطة الفن، وحيث تنحو كل التجارب الفنية للتكامل، وللاستجابة للإنسان بكليته، وبكل أبعاده، من خلال استثارة حواسه، وتحريض ملكاته للمشاركة بهذا الفن الذي أصبح طقساً فنياً جماعياً، وخبرة حياتية يومية. ولعل هذا ما كان يحلم به "فاغنر" ويتطلع إليه، وهذا ما كن في خلفية قول "كاندينسكي” عن إسقاط الجدران بين الفنون. إن قرناً من الزمان، كان مشغولاً بحلم، ولم تكن التجارب الفنية إلا سعياً حثيثاً نحو هذا الأفق الحلم، الذي يشكل الخيط السري، الذي انتظم هذه التجارب، حتى صبت في بؤرة واحدة، لوضع أبجدية فن، هو "الفن الكلي"، والذي سيكون- كما يبدو- فن بداية الألف الثالث. ]
و يؤكّد «د. عز الدين شموط» التعاون بين الفنون في تيّارات ما بعد الحداثة: [ وفي مجالات عديدة حوّل فن الطليعة النشاط التشكيلي إلى طقوس وشعائر، وأصبح المهم هو عمل الفنان، وحركته، ومشاركة الجمهور، وبالتالي تحوّل إلى منشط ثقافي وناقد فني، لأن المهم بالنسبة إليهم، هو (فكرة العمل الفني) وليس العمل بحد ذاته.
وهكذا كان يتم الخلط بين عدة أنظمة فنية في العمل الواحد… (نحت- عمارة- رسم- مسرح- موسيقى.. تصوير فوتوغرافي- حفر- طباعة- رقص- نشاط- سياسة)، مما حول العمل الفني إلى استعراض سمعي- بصري- حركي.]

## مقالات متعلقة
- فن تصوري
- إخلاص جديد
- مابعد الحداثة
- بعد ما بعد الحداثة

## الروابط
- كارينا جوستيفا